# Resolutie 688 Veiligheidsraad Verenigde Naties
Resolutie 688 van de Veiligheidsraad van de Verenigde Naties werd op 5 april 1991 aangenomen. Dat gebeurde met tien stemmen voor, drie tegen (Cuba, Jemen en Zimbabwe) en twee onthoudingen (China en India).

## Achtergrond
Nadat Irak in 1991 de Golfoorlog had verloren, braken er opstanden uit in het Koerdische noorden en het sji´itische zuiden van het land. Men verwachtte er dat de coalitietroepen die Koeweit hadden bevrijd hen bij zouden staan, maar dat gebeurde niet. De opstanden werd door Irak hardhandig de kop ingedrukt.
Resolutie 688 zou later worden gebruikt om de Iraakse no-flyzones en Operatie Desert Fox te rechtvaardigen.

## Inhoud
De Veiligheidsraad:
- denkt aan zijn verantwoordelijkheid voor de wereldvrede;
- herinnert aan artikel °2, paragraaf °7 van het Handvest;
- erg bezorgd over de onderdrukking van het Iraakse volk in vele delen van Irak, zoals recent in Koerdische gebieden, die tot een massale vluchtelingenstroom heeft geleid;
- is ontzet over het grote menselijk lijden;
- neemt nota van de brieven van Turkije en Frankrijk;
- neemt ook nota van de brief van Iran;
- bevestigt de toezegging van alle lidstaten aan de soevereiniteit, territoriale integriteit en onafhankelijkheid van Irak en alle landen in de regio;
- denkt aan het rapport van de secretaris-generaal;

1. veroordeelt de onderdrukking van het Iraakse volk wat de vrede in de regio bedreigt;
2. eist dat Irak de repressie stopzet en een open dialoog start om de rechten van alle Iraakse burgers te verzekeren;
3. dringt erop aan dat Irak humanitaire organisaties toegang geeft tot degenen die hulp nodig hebben;
4. vraagt de Secretaris-Generaal om zijn inspanningen voort te zetten en te rapporteren op basis van een missie naar de regio;
5. vraagt de Secretaris-Generaal ook om alle mogelijke middelen te gebruiken om de vluchtelingen en ontheemden dringende hulp te bieden;
6. doet een oproep aan alle lidstaten en humanitaire organisaties om bij te dragen;
7. eist dat Irak meewerkt met de secretaris-generaal;
8. besluit om op de hoogte te blijven.

## Verwante resoluties
- Resolutie 686 Veiligheidsraad Verenigde Naties
- Resolutie 687 Veiligheidsraad Verenigde Naties
- Resolutie 689 Veiligheidsraad Verenigde Naties
- Resolutie 692 Veiligheidsraad Verenigde Naties

Lijst ·  684 ·  685 ·  686 ·  687 ·  688 ·  689 ·  690 ·  691 ·  692 ·  693 ·  694 ·  695 ·  696 ·  697 ·  698 ·  699 ·  700 ·  701 ·  702 ·  703 ·  704 ·  705 ·  706 ·  707 ·  708 ·  709 ·  710 ·  711 ·  712 ·  713 ·  714 ·  715 ·  716 ·  717 ·  718 ·  719 ·  720 ·  721 ·  722 ·  723 ·  724 ·  725